# Icositétraèdre pentagonal
Un icosaèdre pentagonal est le polyèdre dual du cube adouci. C'est un solide de Catalan, c’est-à-dire un dual d'un solide d'Archimède. Il possède deux formes distinctes, qui sont les images l'une de l'autre dans un miroir (ou « énantiomorphes »).